# Grande-Rivière-du-Nord (gemeente)
Grande-Rivière-du-Nord (Haïtiaans-Creools: Grann Rivyè dinò) is een stad en gemeente in Haïti met 41.500 inwoners. De plaats ligt aan de voet van het Massif du Nord, 21 km ten zuiden van de stad Cap-Haïtien. De plaats ligt aan de gelijknamige rivier. Het is de hoofdplaats van het arrondissement Grande-Rivière-du-Nord in het departement Nord.

## Geschiedenis
In 1790, nog vóór de Haïtiaanse Revolutie die uiteindelijk tot de onafhankelijkheid van het land, leidde de mulat Vincent-Ogé een opstand vanuit Grande-Rivière-du-Nord.
Tijdens de bezetting van Haïti door de Verenigde Staten van 1915 tot 1934 was Grande-Rivière-du-Nord de uitvalsbasis van de verzetsstrijder Charlemagne Péralte. In zijn kampement bij deze plaats werd hij uiteindelijk verraden.

## Moderne tijd
Grande-Rivière-du-Nord heeft een koloniale kerk. In de gemeente wordt cacao, koffie en fruit verbouwd. Ook wordt er vee gehouden. Verder wordt er koper, lood, zink en zilver gevonden.

## Geboren in Grande-Rivière-du-Nord
- 1748: Jean Baptiste Chavannes, strijder voor de onafhankelijkheid van de Verenigde Staten
- 1758: Jean-Jacques Dessalines, die zich later kroonde als keizer Jacob I van Haïti
- 1876: Jean Price-Mars, wetenschapper en diplomaat
- 1906: Louis Mars, psychiater en diplomaat

## Indeling
De gemeente bestaat uit de volgende sections communales:
| Nr. | Naam         | Km²   | Inw.2015 |
| --- | ------------ | ----- | -------- |
| 1   | Grand Gilles | 19,13 | 3.915    |
| 2   | Solon        | 22,08 | 3.528    |
| 3   | Caracol      | 23,32 | 3.116    |
| 4   | Gambade      | 18,18 | 3.483    |
| 5   | Jolitrou     | 29,30 | 7.011    |
| 6   | Cormiers     | 16,14 | 20.309   |